# 長崎地方海難審判所
座標: 北緯32度44分7.9秒 東経129度52分0.2秒 / 北緯32.735528度 東経129.866722度

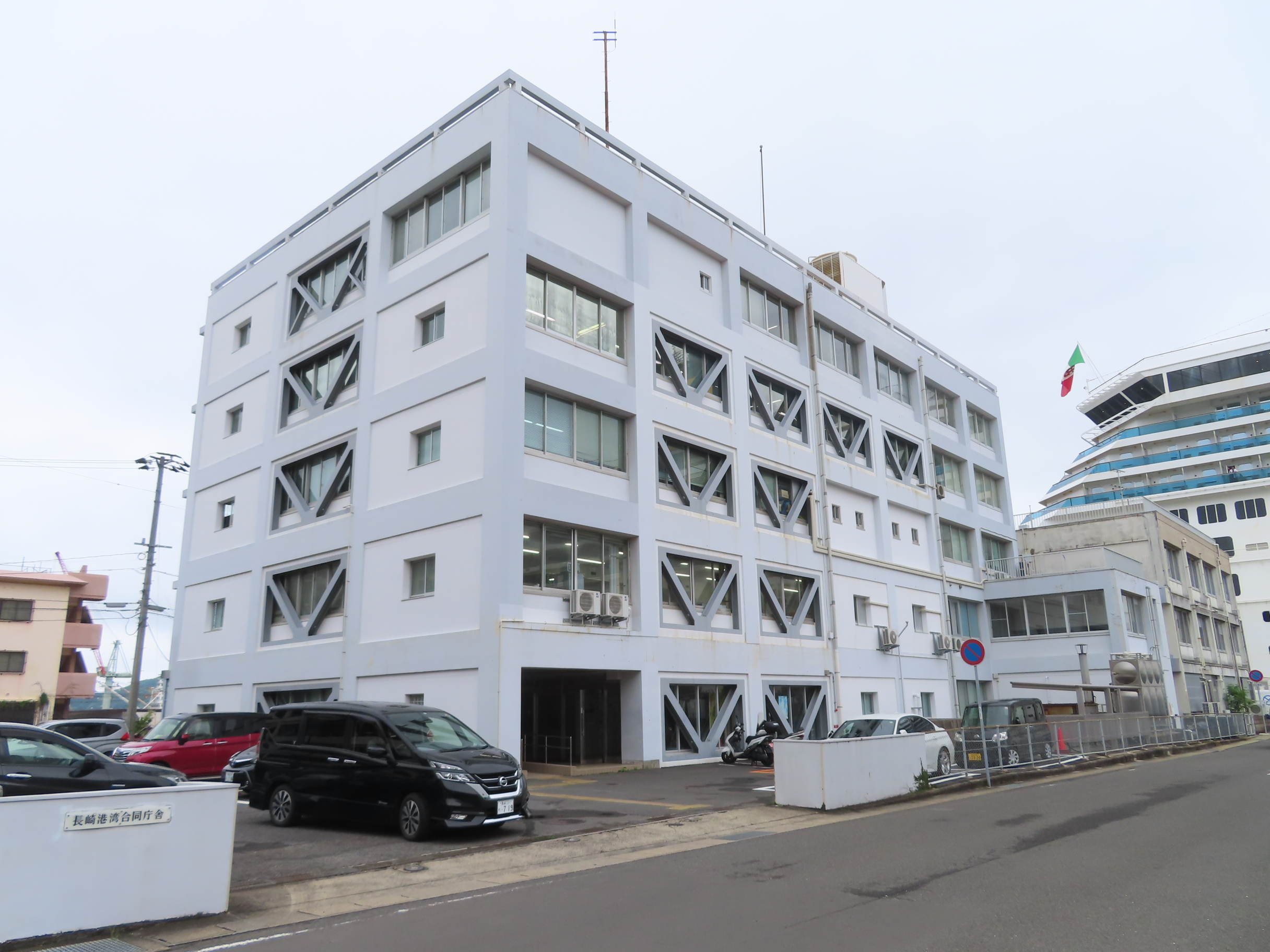
長崎地方海難審判所が置かれている長崎港湾合同庁舎

長崎地方海難審判所（ながさきちほうかいなんしんぱんしょ）は、長崎県長崎市にある海難審判所（地方海難審判所）である。

## 沿革
- 1897年4月6日 - 長崎に長崎地方海員審判所を設置。
- 1927年10月 - 長崎地方海員審判所を福岡県門司市（現・北九州市門司区）に移転、門司地方海員審判所に改称。
- 1948年2月29日 - 海員審判所に代えて海難審判所を設置したことに伴い、門司地方海難審判所に改称。
- 1949年6月1日 - 運輸省の外局として海難審判庁を設置、門司地方海難審判庁に改称。
- 1956年7月1日 - 長崎市に門司地方海難審判庁長崎支部を設置。
- 1960年4月1日 - 支部より昇格し、長崎地方海難審判庁となる。
- 2008年10月1日 - 海難審判庁の廃止に伴い長崎地方海難審判所に改称。

## 管轄区域
- 佐賀県・熊本県及び長崎県の本土・五島列島沿岸、福岡県の有明海沿岸、鹿児島県の八代海沿岸（阿久根市以北）
- 東シナ海（門司地方海難審判所及び那覇支所の管轄区域を除く）及び中華人民共和国の上海市・江蘇省・浙江省沿岸

## 所在地
- 850-0921 長崎市松が枝町7-29 長崎港湾合同庁舎5階
  - 長崎バス「松ヶ枝町国際ターミナル」バス停、あるいは長崎電気軌道大浦支線大浦海岸通停留場下車。